# NGC 1651
NGC 1651 (również ESO 55-SC30) – gromada kulista, znajdująca się w gwiazdozbiorze Góry Stołowej, w Wielkim Obłoku Magellana. Odkrył ją John Herschel 3 listopada 1834 roku.